# Walle Ewetz
Waldemar (Walle) Ewetz, född 12 oktober 1908 i Stockholm, död 10 oktober 1982 i Täby, var en svensk målare.
Han var son till postmästaren Johan W. Ewetz och Elisif Mattsson. Ewetz studerade konst vid Henrik Blombergs målarskola i Stockholm samt under resor till England, Tyskland, Frankrike och Italien. Han medverkade i samlingsutställningar med Uplands konstförening. Hans konst består av modellfigurer, landskapsskildringar med motiv från Ulriksdal och Paris samt fiskebodar och blomsterstilleben. 